# Apocephalus insignis
Apocephalus insignis är en tvåvingeart som beskrevs av Borgmeier 1961. Apocephalus insignis ingår i släktet Apocephalus och familjen puckelflugor. Inga underarter finns listade i Catalogue of Life.